# Préfet

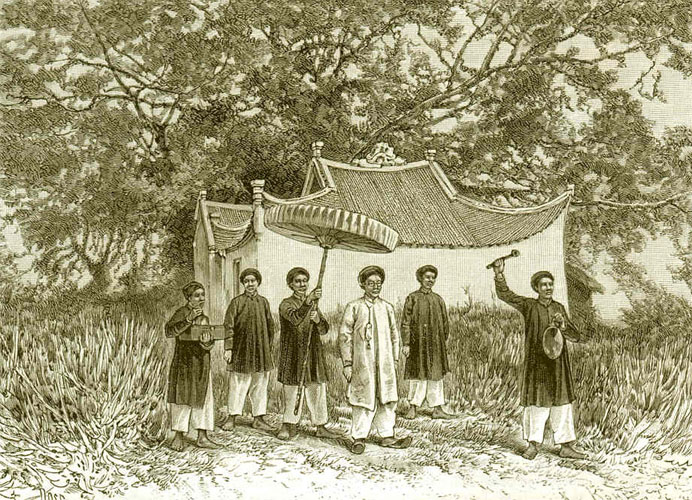
Préfet de Phu-doan (Protectorat français du Tonkin, 1884).

Le préfet est un fonctionnaire envoyé par l'État dans un ressort particulier avec une délégation de pouvoir préalablement définie ; il a donné son nom aux préfectures. Il est, dans certains pays, un élu.
Dans certains pays, il peut porter une autre appellation.

## Étymologie
Le mot préfet vient du latin praefectus (« celui qui a été mis à la tête de… »), et correspond à une fonction administrative en usage dans la Rome antique.

### Histoire
La fonction de préfet dans la Rome antique correspondait à de nombreux types de charges civiles ou militaires. Parmi celles-ci, les grandes préfectures créées au début de la période impériale :
- le préfet de Rome (præfectus urbi), chargé du gouvernement de la Ville de Rome en l'absence des consuls puis des empereurs romains ; c'était un sénateur commandant trois puis quatre cohortes ; il était chargé de nombreux aspects administratifs dans la ville de Rome ;
- le préfet du prétoire, commandant de la garde prétorienne, puis de vastes régions durant l'Antiquité tardive ;
- le préfet d'Égypte, gouverneur de ce domaine impérial essentiel de l'Empire romain ;
- le préfet des vigiles (præfectus vigilum), commandant des cohortes de vigiles urbani de lutte contre les incendies ;
- le préfet de l'Annone (præfectus annonæ), chargé du ravitaillement de Rome, essentiellement en blé.
- le préfet de la côte maritime (præfectus orae maritimæ), commandant d'une cohorte et peut-être même parfois d'une flotte, est chargé de la protection des littoraux.

## Préfet par pays

### Belgique
En Belgique, le préfet est le chef d'établissement dans les écoles secondaires organisées par la Communauté française de Belgique.

### Burkina Faso
Le Burkina Faso est divisé en 351 départements. Chaque département est dirigé par un préfet nommé par l'État en Conseil des ministres. Sous l’autorité hiérarchique directe du haut-commissaire nommé dans sa province et celle du gouverneur nommé dans sa région, le préfet supervise localement les activités du conseil municipal créé dans la commune homonyme de chaque département et coordonne et organise les services déconcentrés de l'État dont les compétences ne sont pas transférées à la commune ou la région (dont la gestion de l'espace non urbanisé du département, qui reste hors des compétences communales ou régionales).

### Cameroun
Le Cameroun est divisé en 58 départements. Chaque département est dirigé par un préfet nommé par décret du président de la république et placé sous l’autorité hiérarchique du gouverneur de région.

### Canada
Au Québec, le préfet est un élu qui dirige une municipalité régionale de comté (MRC). Il est le maire d'une des municipalités membre de la MRC et peut être désigné ou élu au suffrage universel. Avant la création des MRC en 1979, les municipalités de comté étaient également dirigées par un préfet.
Dans les provinces maritimes, un préfet est le chef d'un conseil municipal choisi parmi ses pairs.

### France
En France, le préfet est un haut fonctionnaire représentant de l'État dans un département (le préfet de département) ou une région (le préfet de région), lesquels sont à la fois des découpages administratifs et des collectivités territoriales.
Pour une femme, le terme employé peut être préfet ou préfète.
Au sein de l'Empire colonial français, il était appelé Chef de Subdivision.
Le terme de préfet est aussi employé dans l'Éducation nationale depuis le programme ECLAIR mis en œuvre pour la rentrée 2011-2012 (préfet des études).

### Pays-Bas
Les Pays-Bas ont eu des préfets (landdrost) sur le modèle français entre 1807 et 1810 et ont eu des préfets français pendant les années d'annexion par la France entre 1810 et 1814 jusqu'à la première abdication de l'Empereur Napoléon.

### Italie
En Italie, le préfet est le représentant du gouvernement dans une circonscription territoriale (province).
La région autonome et bilingue (italien-français) Vallée d'Aoste, est la seule région italienne sans provinces. Par conséquent, les fonctions de la préfecture sont exercées par les organes de pouvoir régionaux, et le président de la région est considéré comme le préfet territorial.

### Japon
Préfet est une traduction française possible des termes japonais 県令 (kenrei) (de 1871 à 1886) puis 知事 (chiji) (depuis 1886), utilisés pour désigner l'administrateur nommé à la tête d'une préfecture japonaise, entre 1871 et 1947. En effet, le système japonais mis en place à partir de 1871 est largement inspiré  du modèle des préfets français. 

Élu directement au suffrage universel depuis 1947, l'exécutif en chef d'une préfecture est, à partir de cette date, plus généralement nommé gouverneur en français, bien que le terme japonais reste identique (知事 (chiji)).

### Maroc
Le gouverneur, équivalent du préfet, dirige une préfecture ou une province.

### Suède
La Suède est divisée en 21 comtés. Dix-huit d’entre eux sont dirigés, d’une part, par un préfet (Landshövding) représentant l'État à la tête du Länsstyrelse, et d’autre part par une assemblée locale élue (Landstinget) dont la principale fonction est de gérer les services de santé.

### Suisse
En Suisse, le préfet existe depuis la République helvétique et est alors copié sur le modèle français. Après 1803 et l'acte de médiation, le rôle central disparaît pour être repris au niveau cantonal pour désigner les dirigeants des districts.

### Tunisie
Les gouvernorats tunisiens sont dirigés par un gouverneur, équivalent du préfet.

### Turquie
Les provinces de Turquie sont administrées par des préfets ou gouverneurs (vali) nommés par l’État.

### Vatican
- Un cardinal-préfet est un membre du Collège apostolique placé à la tête d'une congrégation romaine.
- Un préfet apostolique est un prélat nommé à la tête d'une préfecture apostolique, dont le statut s'approche du vicaire apostolique